# خودیونش آب
خودیونش آب(به انگلیسی: Self-ionization of water) یک فرایند اتوپروتولیز است که طی آن یک مولکول آب با از دست دادن یک پروتون (H+) به هیدروکسید (OH−)تبدیل شده و مولکول دیگری با گرفتن پروتون به هیدرونیوم تبدیل می‌شود. این فرایند تعادلی در آب خالص و محلول‌های آبی مشاهده می‌شود.